# Francesca Segarelli
Francesca Segarelli (Roma, 5 settembre 1990) è un'ex tennista italiana naturalizzata dominicana.

## Biografia
Ha lasciato l'Italia a due anni coi genitori, trasferitisi nella Repubblica Dominicana per dirigervi un hotel.
Vincitrice di otto titoli nel doppio nel circuito ITF, il 15 giugno 2015 ha raggiunto la sua migliore posizione nel singolare WTA piazzandosi 424º. Il 2 novembre 2015 ha raggiunto il miglior piazzamento mondiale nel doppio alla posizione n°342.
Dal suo debutto nel 2005 con la squadra dominicana di Fed Cup, Francesca ha un bilancio di 27 vittorie e 15 sconfitte nella competizione internazionale.